# Beuroner congregatie

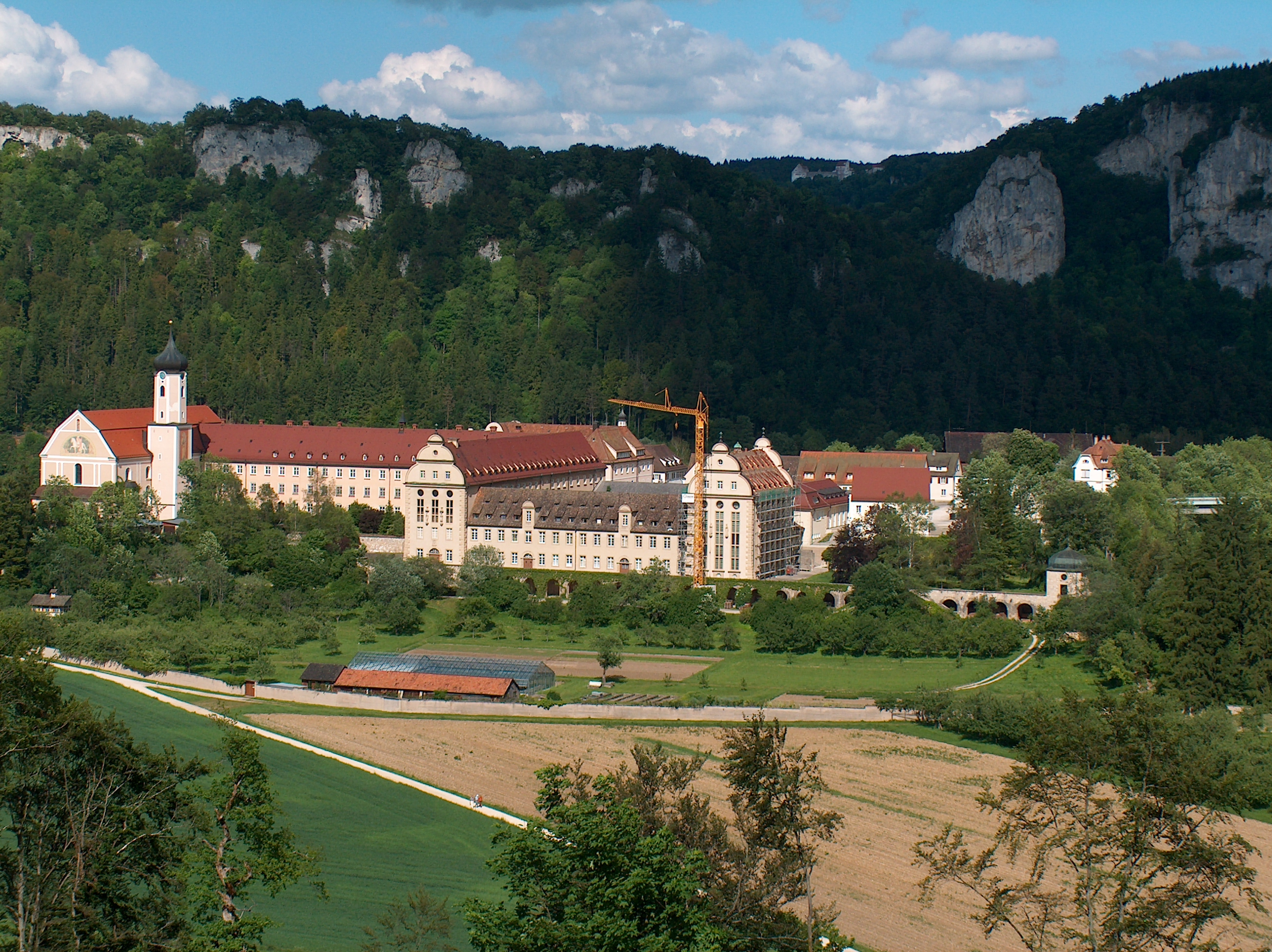
Aartsabdij van Beuron in het Donaudal.

De Beuroner congregatie (Latijn: Congregatio Beuronensis) is een samenwerkingsverband van veelal Duitse en/of Duitstalige kloosters – zowel mannelijke als vrouwelijke – binnen de Orde der Benedictijnen. De congregatie staat onder het patronaat van de heilige Martinus van Tours.

## Geschiedenis
De oorsprong van de Beuroner congregatie is terug te voeren op het in 1863 door Maurus Wolter OSB en Placidus Wolter OSB gestichte klooster van Beuron. Reeds vanaf de eerste verklaringen in 1866 hadden zij een uitbreiding als congregatie voor ogen. Na de stichting van de abdij van Maredsous in België werden de eerste constituties van de Beuroner congregatie in 1873 door Rome bekrachtigd. Verdere stichtingen in het buitenland vonden plaats ten tijde van de Kulturkampf, aangezien de gemeenschap uit Beuron verdreven werd. In 1868 nam de congregatie het Praagse Emausklooster over. Na het einde van de Kulturkampf konden in de volgende decennia bijkomende kloosters in Duitsland gesticht worden zoals Maria Laach (1893), Gerleve (1904), Grüssau in Silezië (1919), Neresheim (1920), Weingarten (1922), Neuburg (1926) en andere. De laatste stichtingen waren de hervestiging in de abdij van Tholey in 1949 en de herstichting van het klooster van Nütschau door Gerleve in 1951.
Ook in het buitenland ging de congregatie engagementen aan, onder andere in België, Oostenrijk, Portugal, Brazilië en Japan. In 1906 werd de Dormitio-abdij in Jeruzalem gesticht. De stichtingen buiten Duitsland en Oostenrijk splitsen zich later – vaak uit politieke overwegingen – terug af van de Beuroner congregatie.
Als eerste vrouwenklooster van de congregatie werd in 1889 de abdij St. Gabriel in Praag gesticht. In 1920 werd deze naar Betholdstein in Stiermarken verhuisd. In 1893 volgde de abdij van Maredret in België, in 1904 de abdij St. Hildegard in Eibingen en in 1924 de abdij St. Erentraud, Kellenried. Recentere stichtingen zijn het klooster Enghethal (1962) en het klooster Marienrode (1988). De overige vrouwenkloosters waren reeds bestaande gemeenschappen die toetraden tot de Beuroner congregatie.
Bij de aanvang stond de congregatie onder de leiding van de abt van Beuron, die als aartsabdij van de congregatie fungeert. De onderlinge afstemming en de regelgeving wordt door het generaalkapittel en in de tussentijd door de zetelende abt waargenomen. Dit systeem is sterk centralistisch gericht, zo moeten alle kloosters van de congregatie de kloostergebruiken, dagverloop, gebedsdiensten en -gebruiken van Beuron overnemen. Het aartsabt-systeem werd in 1936 door een systeem met een abt-president vervangen. Het generaalkapitel dat elke zes jaar plaatsvindt kiest telkens een zetelende abt die in de tussen periode het gezag waarneemt. Hierdoor evolueerde de congregatie naar een meer federalistisch model, waardoor de afzonderlijke klooster een meer eigen profiel konden ontwikkelen.
In 1984 warden ten gevolge van de in 1983 afgekondigde herziening van de Codex Iuris Canonici nieuwe statuten voor de congregatie en verklaringen voor de mannen- en vrouwenklooster opgesteld en goedgekeurd. Als uitgangspunt nemen de statuten de regel te eerbiedigen in een wederzijds bijstand bij uitdagingen en problemen zowel tussen mannen- als vrouwenkloosters. Het generaalkapittel is samengesteld uit de oversten en verkozen leden van de kloosters en komt elke zes jaar samen. Sinds 2003 hebben de monialen van de vrouwenklooster het volle stemrecht in het generaalkapitel.
Tot de Beuroner congregatie behoren negen mannen- en negen vrouwenkloosters in Denemarken, Duitsland, Oostenrijk en Italië (Zuid-Tirol). In totaal behoren hiertoe 250 monniken en 270 monialen.

## Mannenkloosters
1. Aartsabdij St. Martin, Beuron
2. Abdij Onze-Lieve-Vrouw, Seckau, Steiermark
3. Abdij Maria Laach
4. Abdij St. Josef, Gerleve
5. Abdij van de heiligen Ulrich en Afra, Neresheim
6. Abdij van St.-Bartholomeus, Neuburg
7. Abdij van St. Mauritius, Tholey
8. Priorij St. Ansgar, Nütschau

De abdijen van Grüssau in Bad Wimpfen en Weingarten werden in 2010 opgeheven.

## Vrouwenkloosters
1. Abdij St. Gabriel, Praag en Burg Bertholdstein (1888–1918)
2. Abdij St. Hildegard, Eibingen
3. Abdij van het heilig Kruis, Herstelle
4. Abdij St. Erentraud, Kellenried
5. Abdij van de heilige Maria, Engelthal
6. Abdij van het heilig Kruis, Säben, Südtirol
7. Abdij van Onze-Lieve-Vrouwe, Varensell
8. Benedictinessen abdij van de Heilige Maria, Fulda
9. Priorij Marienrode, Hildesheim
10. Priorij "Vor Frue Kloster", Aasebakken, Dänemark

## Aartsabten, resp. abtprimaten van de Beuroner congregatie
- Maurus (Rudolf) Wolter, 1873–1890 (Beuron)
- Placidus (Ernst) Wolter, 1890–1908 (Beuron)
- Ildefons (Friedrich) Schober, 1908–1917 (Beuron)
- Raphael (Josef) Walzer, 1918–1936 (Beuron)
- Raphael Molitor, 1936–1948 (Gerleve)
- Bernhard Durst, 1948–1960 (Neresheim)
- Benedikt Reetz, 1960–1964 (Beuron)
- Petrus Borne, 1965–1976 (Tholey)
- Laurentius Hoheisel, 1976–1995 (Grüssau-Wimpfen)
- Anno Schoenen, 1995–2008 (Maria Laach)
- Albert Schmidt, seit 2008 (Beuron)